# ناحیه یانگ هیکوری، شهرستان فولتن، ایلینوی
ناحیه یانگ هیکوری (به انگلیسی: Young Hickory Township) یک منطقهٔ مسکونی در ایالات متحده آمریکا است که در شهرستان فولتن، ایلینوی واقع شده‌است. ناحیه یانگ هیکوری ۱۹۴ متر بالاتر از سطح دریا واقع شده‌است.